# Francesca Gregorini
Francesca Gregorini (Roma, 7 de Agosto de 1968) é uma cantora e realizadora italo-americana.

## Biografia
A residir actualmente em Los Angeles, nasceu em Roma em 1968, filha da antiga bond girl Barbara Bach e do empresário Augusto Gregorini. A sua mãe casa com Ringo Starr em 1981, tornando-a enteada do Beatle.
Homossexual assumida, são conhecidas várias relações suas com outras mulheres do mundo do espectáculo, entre as quais, Portia de Rossi. Em Novembro de 2011 foram largamente publicitadas fotografias suas em que beijava a actriz Amber Heard, que havia assumido em 2010 a Bissexualidade e o relacionamento com a fotógrafa Tasya van Ree.

## Discografia
- 2003- Sequel[10][11]

### Singles
- "My Flight"

## Cinema
- Tanner Hall - argumento e realização com Tatiana von Furstenberg[1]

- The truth about Emanuel - argumento e realização